# Boom Box
Boom Box é um box de canções lançado em edição limitada junto do álbum The Singles 1992-2003.

## Faixas

### Disco um
- The Singles 1992-2003

1. "Just a Girl"
2. "It's My Life"
3. "Hey Baby"
4. "Bathwater"
5. "Sunday Morning"
6. "Hella Good"
7. "New"
8. "Underneath It All"
9. "Excuse Me Mr."
10. "Running"
11. "Spiderwebs"
12. "Simple Kind of Life"
13. "Don't Speak"
14. "Ex-Girlfriend"
15. "Trapped in a Box"

### Disco dois
- DVD: The Videos: 1992-2003

1. "It's My Life" (not listed on sleeve)
2. "Running"
3. "Underneath It All" featuring Lady Saw
4. "Hella Good"
5. "Hey Baby" featuring Bounty Killer
6. "Bathwater"
7. "Simple Kind of Life"
8. "Ex-Girlfriend"
9. "New"
10. "Oi to the World"
11. "Sunday Morning"
12. "Excuse Me Mr."
13. "Don't Speak"
14. "Spiderwebs"
15. "Just A Girl"
16. "Trapped in a Box"

### Disco três
- Everything in Time

1. "Big Distraction"
2. "Leftovers"
3. "Under Construction"
4. "Beauty Contest"
5. "Full Circle"
6. "Cellophane Boy"
7. "Everything In Time" (Los Angeles)
8. "You're So Foxy"
9. "Panic"
10. "New Friend" featuring Buccaneer
11. "Everything in Time" (London)
12. "Sailin' On" (Bad Brains cover)
13. "Oi to the World" (The Vandals cover)
14. "I Throw My Toys Around" featuring Elvis Costello
15. "New & Approved" (New Remix)
16. "A Real Love Survives" (Rock Steady remix) featuring Ms. Dynamite
17. "A Rock Steady Vibe" (Rock Steady remix) featuring Sweetie Irie

### Disco quatro
- DVD: Live in the Tragic Kingdom

1. "Tragic Kingdom"
2. "Excuse Me Mr."
3. "Different People"
4. "Happy Now?"
5. "D.J.'s" (Sublime cover)
6. "End It on This"
7. "Just a Girl"
8. "The Climb"
9. "Total Hate"
10. "Hey You"
11. "The Imperial March" (from Star Wars Episode V: The Empire Strikes Back)
12. "Move On"
13. "Don't Speak"
14. "Sunday Morning"
15. "Spiderwebs"
16. "Ob-La-Di, Ob-La-Da" (Beatles cover)